# Tomakomai

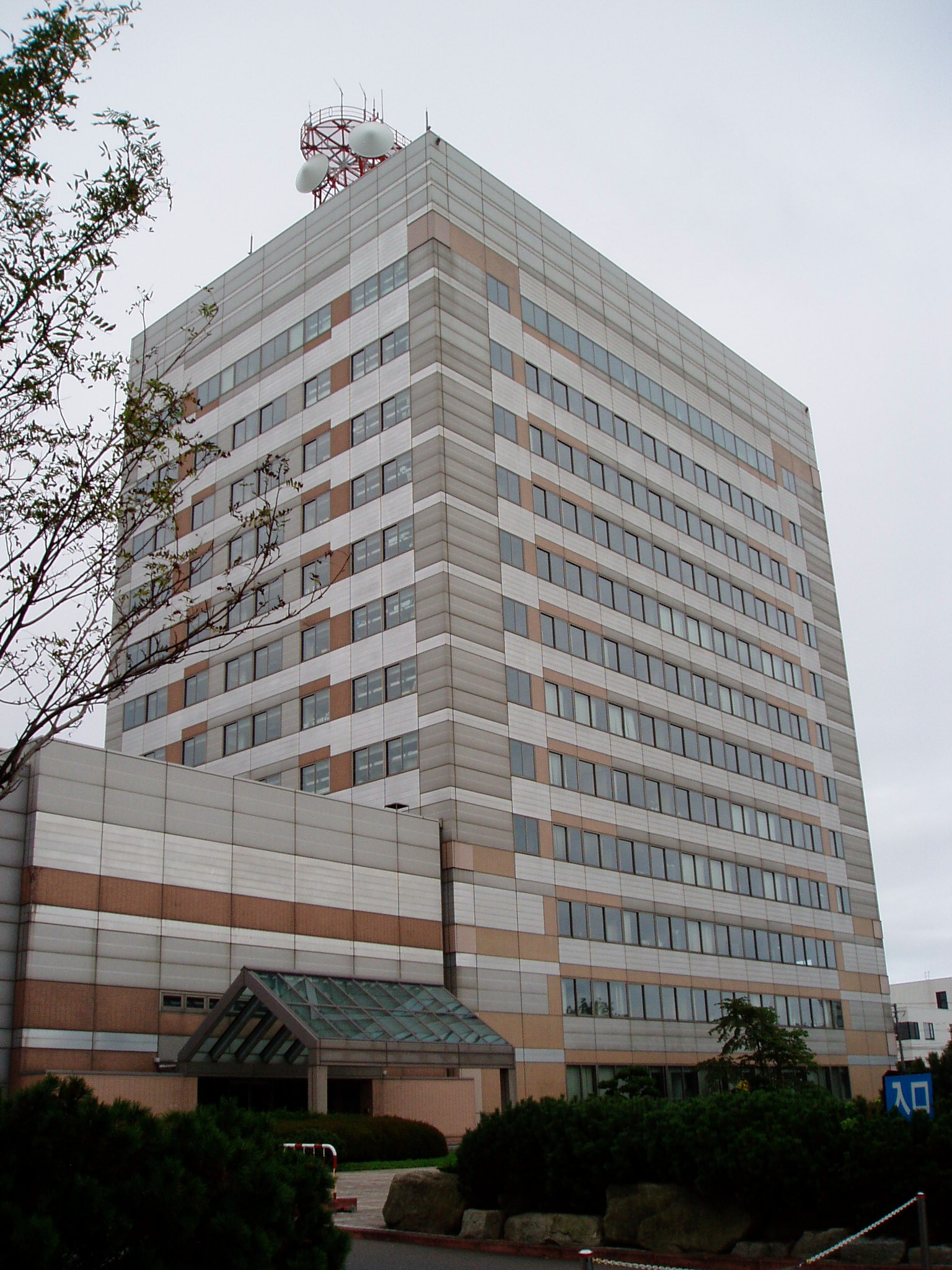
Rathaus von Tomakomai

Tomakomai (jap. 苫小牧市, -shi) ist die größte Hafenstadt in der Unterpräfektur Iburi auf der Insel Hokkaidō (Japan).

## Geschichte
Im frühen 19. Jahrhundert war Tomakomai ein wichtiges Verkehrs- und Wirtschaftszentrum für die Region. Seit 1910 gibt es eine Papier- und Chemieindustrie. Die Ernennung zur Shi erfolgte am 1. April 1948. Die großen Hafenanlagen, welche 1963 fertiggestellt wurden, waren die Basis für eine Schwerindustrie, und wurden 1976 nochmal erweitert. Seit 1980 ist das an der Stadtgrenze gelegene Kraftwerk Tomatō-Atsuma in Betrieb.
Am 11. März 2011 wurden nach dem Tōhoku-Erdbeben im Westhafen Tomakomai ein 2,1 m, im Osthafen dagegen ein 2,5 m hoher Tsunami gemeldet.

## Geographie
Tomakomai liegt südlich von Sapporo am Pazifischen Ozean.

## Wirtschaft
Die industrielle Basis bilden Papier- und Chemiefabriken, die Ölraffinerie von Idemitsu Kosan und der Hafen.
In Tomakomai wurde eine kommerzielle Anlage zur CO2-Abscheidung und -Speicherung errichtet.

## Verkehr
Der Bahnhof Tomakomai ist ein wichtiger Eisenbahnknotenpunkt an der Muroran-Hauptlinie von Iwamizawa über Muroran nach Oshamambe. Hier zweigt die Hidaka-Hauptlinie nach Samani ab, im benachbarten Bahnhof Numanohata die Chitose-Linie nach Bahnhof Sapporo.
Tomakomai ist über die Dōō-Autobahn und die Hidaka-Autobahn erreichbar, ebenso über die Nationalstraßen 36, 234, 235, 276 und 453.
Den Hafen von Tomakomai können Schiffe mit über 152 m Länge (500 feet) anlaufen.

## Städtepartnerschaften
- Napier (Neuseeland), seit 1980

## Angrenzende Städte und Gemeinden
- Chitose
- Shiraoi
- Abira
- Atsuma

## Söhne und Töchter der Stadt
- Masanori Aoki (* 1927), Eisschnellläufer
- Shōko Fusano (* 1965), Eisschnellläuferin
- Yūjirō Kasahara (* 1984), Eishockeyspieler
- Yoshikazu Kashino (* 1983), Eishockeyspieler
- Makoto Kawahira (* 1971), Eishockeyspieler
- Takayuki Kobori (* 1969), Eishockeyspieler
- Hiroshi Matsuura (* 1968), Eishockeyspieler
- Naoto Mizuuchi (* 1989), Eishockeyspieler
- Takuya Nakamura (* 1984), Eishockeyspieler
- Chiaki Ogasawara (* 1963), Jazzsängerin
- Akifumi Okuyama (* 1982), Eishockeyspieler
- Nakamura Reikichi (* 1916), Eisschnellläufer
- Toshiyuki Sakai (* 1964), Eishockeyspieler
- Naoki Sano (* 1965), Wrestler
- Hisayoshi Satō (* 1987), Schwimmer
- Kazuhiko Sugawara (1927–1962), Eisschnellläufer
- Masahito Suzuki (* 1983), Eishockeyspieler
- Kōsuke Takahashi (* 1986), Eishockeyspieler
- Takeshi Yamanaka (* 1971), Eishockeyspieler